# Турате
Турате (итал. Turate) је насеље у Италији у округу Комо, региону Ломбардија.
Према процени из 2011. у насељу је живело 8581 становника. Насеље се налази на надморској висини од 245 м.

## Становништво
Према резултатима пописа становништва 2011. у општини је живело 8.973 становника.
| 1931. | 1936. | 1951. | 1961. | 1971. | 1981. | 1991. | 2001. | 2011. |
| ----- | ----- | ----- | ----- | ----- | ----- | ----- | ----- | ----- |
| 4.515 | 4.658 | 5.158 | 5.357 | 6.599 | 7.128 | 7.451 | 7.851 | 8.973 |